# Раківчик (Словаччина)
Раківчик або Раковчік (словац. Rakovčík) — село, громада в окрузі Свидник, Пряшівський край, північно-східна Словаччина. Розташоване в Низьких Бескидах в долині правої притоки Ондави.

## Історія
Уперше згадується 1572 року.

## Пам'ятки
У селі є греко-католицька церква Покрови Пресвятої Богородиці з першої половини 19 століття в стилі класицизму. З 1988 року національна культурна пам'ятка.

## Населення
| Рік:            | 1993 | 2003    | 2013    | 2023     |
| --------------- | ---- | ------- | ------- | -------- |
| Кількість осіб: | 176  | 159     | 170     | 141      |
| Різниця:        |      | -9,65 % | +6,91 % | -17,05 % |

| Рік:            | 2022 | 2023    |
| --------------- | ---- | ------- |
| Кількість осіб: | 134  | 141     |
| Різниця:        |      | +5,22 % |

В селі проживає 192 осіб.
Національний склад населення (за даними останнього перепису населення — 2001 року):
- словаки — 86,55 %
- русини — 11,70 %
- українці — 0,58 %
- чехи — 0,58 %

Склад населення за приналежністю до релігії станом на 2001 рік:
- греко-католики — 87,72 %,
- римо-католики — 8,77 %,
- протестанти — 1,75 %,
- православні — 0,58 %,
- не вважають себе віруючими або не належать до жодної вищезгаданої церкви- 1,16 %

## Пам'ятки
В селі є греко-католицька церква з 1. пол. 19.ст.